# Ommata durantoni
Ommata durantoni är en skalbaggsart som beskrevs av Peñaherrera och Tavakilian 2004. Ommata durantoni ingår i släktet Ommata och familjen långhorningar. Inga underarter finns listade i Catalogue of Life.